# Gran Premio del Portogallo 2021
Il Gran Premio del Portogallo 2021 è stata la terza prova della stagione 2021 del campionato mondiale di Formula 1. La gara si è tenuta domenica 2 maggio all'Autódromo Internacional do Algarve, nei pressi della località di Portimão, ed è stata vinta dal britannico Lewis Hamilton su Mercedes, al novantasettesimo successo nel mondiale; Hamilton ha preceduto sotto la bandiera a scacchi l'olandese Max Verstappen su Red Bull Racing-Honda e il suo compagno di scuderia, il finlandese Valtteri Bottas.

## Vigilia

### Sviluppi futuri
La Ferrari annuncia l'ingaggio a partire dall'estate di Charlie Turner, ex direttore editoriale di Top Gear, trasmissione cult della BBC. Turner avrà la responsabilità della creazione, dell'elaborazione, della distribuzione e della commercializzazione di tutti i contenuti multimediali della scuderia.
La McLaren annuncia di aver venduto la sede di Paragon a una società americana, la Global Net Lease (GNL) per 170 milioni di sterline. Nello stesso tempo ha sottoscritto un contratto di locazione ventennale per rimanere nell'avveniristica sede realizzata vent'anni fa.
Il contratto per la disputa del Gran Premio del Giappone, sempre sul circuito di Suzuka, viene rinnovato fino alla stagione 2024. Honda diviene title sponsor del Gran Premio in questa stagione, come già fatto nell'edizione 2018.
La Red Bull Racing annuncia che Ben Hodgkinson, Head of Mechanical Engineering da 20 anni alla Mercedes, sarà il direttore tecnico del reparto motori di Milton Keynes a partire dalla prossima stagione.
La F1 Commission approva le Qualifiche Sprint (Sprint Qualifying) in tre Gran Premi per questa stagione dopo aver raggiunto un accordo all'unanimità tra i rappresentanti della Formula 1, della FIA e delle dieci squadre iscritte al campionato. Le modifiche apportano una riorganizzazione del weekend di gara: il venerdì vede la solita sessione di prove libere al mattino seguita però da una sessione di qualifiche con il format "standard" al pomeriggio, mentre il sabato vede la solita sessione di prove al mattino seguita dalla novità della Sprint Qualifying, ovvero una gara di 100 km con partenza dalla griglia per la quale saranno assegnati tre punti in classifica al vincitore, due punti al secondo ed un punto al terzo e che sancisce, in base all'ordine d'arrivo, l'ordine di partenza della gara della domenica.
La Federazione annuncia l'annullamento del Gran Premio del Canada previsto il 13 giugno come settimo appuntamento della stagione a causa delle problematiche legate alla pandemia di COVID-19. Al suo posto viene inserito il Gran Premio di Turchia, il cui ritorno avvenne già nella stagione precedente, per rimpiazzare Gran Premi non disputati a causa della pandemia.
Il Gran Premio di Gran Bretagna viene stabilito come il primo evento, di tre scelti per questa stagione, dove sarà applicato il nuovo format delle Qualifiche Sprint.

### Aspetti tecnici
Per questa gara, la Pirelli, fornitrice unica degli pneumatici, porta gomme di mescola C1, C2 e C3, le più dure della gamma tra quelle disponibili.
Rispetto all'edizione 2020, la Federazione aggiunge una seconda zona per l'utilizzo del Drag Reduction System; essa è stabilita tra la curva 4 e la curva 5 (VIP Tower), con detection point posizionato prima della curva 4. La seconda zona stabilita sul rettilineo dei box rispetto all'edizione precedente del Gran Premio è stata accorciata di 120 metri e il detection point è stato spostato da dopo la curva 14 (Sagres) a dopo l'inizio della curva 15 (Galp).
Dopo l'incidente avvenuto nel precedente Gran Premio dell'Emilia-Romagna con George Russell prima della Variante del Tamburello che ha portato alla sospensione della gara, il pilota finlandese della Mercedes, Valtteri Bottas, corre il Gran Premio con un nuovo telaio. La precedente scocca, a causa del forte impatto, è rimasta seriamente danneggiata. La power unit e tutte le componenti elettroniche, invece, sono state recuperate.
La Federazione stabilisce tre punti del tracciato in cui i piloti sono costretti a rispettare i limiti di quest'ultimo, pena l'annullamento del tempo sul giro. I punti in questione riguardano l'uscita della curva 1, della curva 4 e della curva 15 (Galp). Prima dell'inizio della prima sessione di prove libere del venerdì la FIA aggiunge anche l'uscita della curva 5 (VIP Tower) come punto del tracciato in cui bisogna rispettare i limiti di esso. Un'ulteriore zona del tracciato in cui vanno rispettati i limiti viene stabilita prima dell'inizio della terza sessione di prove libere del sabato; la zona in questione riguarda l'uscita della curva 14 (Sagres).
La Federazione rende noto che al termine della gara del precedente Gran Premio dell'Emilia-Romagna, tra le prime dieci vetture classificate è stata sorteggiata l'Alfa Romeo Racing di Kimi Räikkönen per le verifiche tecniche. Esse sono risultate essere conformi al regolamento tecnico.
Prima dell'inizio della prima sessione di prove libere del venerdì i meccanici della vettura di Max Verstappen, Sergio Pérez, Charles Leclerc, Carlos Sainz Jr., Pierre Gasly, Kimi Räikkönen e Antonio Giovinazzi sostituiscono l'impianto di scarico, montando la seconda unità. Sulla vettura di Yuki Tsunoda viene invece montata la terza unità. Tutti i piloti non sono penalizzati sulla griglia di partenza in quanto le unità montate rientrano tra le otto previste per tutta la stagione.

### Aspetti sportivi
Inizialmente il Gran Premio non era previsto nel calendario della stagione 2021. A causa delle problematiche causate dalla pandemia di COVID-19, il 5 marzo 2021 come terzo appuntamento della stagione ancora da stabilire in sostituzione della cancellazione del Gran Premio del Vietnam, viene inserito il Gran Premio del Portogallo, il cui ritorno avvenne già nella stagione precedente, nel mese di ottobre, per rimpiazzare Gran Premi non disputati a causa della pandemia. L'Autódromo Internacional do Algarve di Portimão ospitò per la prima volta il campionato mondiale di Formula 1.
L'evento, a differenza dell'edizione 2020 che ha visto la presenza di pubblico sugli spalti, si disputa a porte chiuse a causa della pandemia di COVID-19, come la precedente gara corsa a Imola in occasione del Gran Premio dell'Emilia-Romagna. Il Gran Premio del Bahrein, la gara inaugurale del campionato, è stato corso invece con la presenza degli spettatori sugli spalti, ma solo quelli che hanno ricevuto il vaccino anti COVID-19 o che sono guariti dal SARS-CoV-2.
A partire da questa gara un pilota non verrà più punito se ha perso posizioni dietro la safety car nel momento in cui la vettura di sicurezza spegnerà le luci. Se un pilota perderà posizioni e non sarà in grado di recuperarle prima della linea della safety car dovrà imboccare la corsia dei box e partire dalla pit lane. La regola viene modificata dopo quanto successo al pilota finlandese Kimi Räikkönen nel corso del precedente Gran Premio, penalizzato a fine gara per non aver ripreso la sua posizione a seguito di un testacoda prima della ripartenza della corsa.
La Mercedes corre la sua cinquecentesima gara come costruttore in Formula 1.
Il pilota britannico Callum Ilott, già pilota di riserva della Ferrari, da questo Gran Premio ricopre lo stesso ruolo all'Alfa Romeo Racing. Ilott prende parte alla prima sessione di prove libere del venerdì al posto di Antonio Giovinazzi, facendo il suo debutto nella massima categoria.
Il pilota danese Tom Kristensen è nominato commissario aggiunto da parte della FIA; ha già svolto tale funzione anche in passato, l'ultima nel precedente Gran Premio dell'Emilia-Romagna. Per questo Gran Premio, come il precedente, è la casa automobilistica tedesca Mercedes a fornire la safety car e la medical car.

## Prove

### Resoconto
Il più veloce della prima sessione di prove libere è Valtteri Bottas, che stacca di 25 millesimi la Red Bull Racing di Max Verstappen, e di quasi due decimi quella di Sergio Pérez. Bottas ha colto il tempo, di oltre un secondo più lento del miglior tempo nell'analoga sessione del 2020, con gomme soft, anche se la vettura dimostra scarsa capacità di portare in temperatura le gomme, tanto che il tempo è stato ottenuto al terzo giro consecutivo, nonostante la temperatura dell'asfalto di 34 °C. Anche Lewis Hamilton si è lamentato della difficile tenuta in pista della sua monoposto. Il campione del mondo è quinto, preceduto anche da Charles Leclerc. I tempi sono comunque molto vicini, tanto che i primi otto piloti sono raccolti in un secondo.
Sono stati 17 i tempi cancellati ai piloti per aver oltrepassato i limiti della pista all'uscita della curva 1 e 17 i tempi cancellati per aver oltrepassato i limiti all'uscita della curva 4, durante la prima sessione di prove. Nel primo caso si sono visti cancellare il tempo Daniel Ricciardo, Nicholas Latifi, Kimi Räikkönen, Valtteri Bottas, George Russell e Carlos Sainz Jr. (una volta), Sebastian Vettel (due volte), Charles Leclerc, Nikita Mazepin e Fernando Alonso (tre volte); nel secondo caso si sono visti cancellare il tempo Nicholas Latifi, Lance Stroll, Yuki Tsunoda, Mick Schumacher e Lando Norris (una volta), Carlos Sainz Jr. e Charles Leclerc (due volte), Nikita Mazepin (tre volte), Pierre Gasly (cinque volte).
La sessione del pomeriggio viene penalizzata da un forte vento, che non consente al più veloce, Lewis Hamilton, di battere il tempo di Bottas, della prima sessione, pur in presenza di una pista più gommata. Alle spalle del britannico, staccato di un decimo, rimane Verstappen, che precede Bottas. Hamilton si è comunque lamentato della difficoltà di guidare la vettura, imputando le difficoltà al vento e allo scarso bilanciamento della monoposto. Le Red Bull hanno privilegiato l'impiego di gomme medie, nella simulazione di gara, a differenze della Mercedes, che ha maggiormente insistito sulla mescola morbida.
La Ferrari ha nuovamente colto il quarto tempo, questa volta però con Carlos Sainz Jr. (che ha beneficiato del nuovo fondo piatto che verrà fatto esordire in gara solo nel Gran Premio di Spagna), che ha preceduto il duo dell'Alpine. Da segnalare che Nicholas Latifi ha compiuto un errore di guida, finendo nella sabbia.
Sono stati 18 i tempi cancellati ai piloti per aver oltrepassato i limiti della pista all'uscita della curva 1 e 12 i tempi cancellati per aver oltrepassato i limiti all'uscita della curva 4, durante la seconda sessione di prove. Nel primo caso si sono visti cancellare il tempo Kimi Räikkönen, Carlos Sainz Jr., Daniel Ricciardo, Lance Stroll, Lando Norris, Fernando Alonso, Max Verstappen e Yuki Tsunoda (una volta), Mick Schumacher e Lewis Hamilton (due volte), Nikita Mazepin (sei volte); nel secondo caso si sono visti cancellare il tempo Yuki Tsunoda, Nikita Mazepin, Sebastian Vettel, Lance Stroll, Charles Leclerc, Kimi Räikkönen, George Russell e Mick Schumacher (una volta), Antonio Giovinazzi e Max Verstappen (due volte).
Dopo le prove sulle vetture di Valtteri Bottas, George Russell e Yuki Tsunoda viene sostituito il cambio. I piloti non sono penalizzati sulla griglia di partenza perché il componente viene montato entro la disputa di sei Gran Premi.
Verstappen è il pilota migliore della sessione del sabato; l'olandese ha ottenuto 1'18"489, con gomme a mescola morbida. Anche nella sessione del sabato le vetture hanno avuto delle difficoltà a portare in temperatura gli pneumatici, dovendo compiere due giri di riscaldamento prima di poter cercare il tempo.
Alle spalle del pilota della Red Bull Racing si sono classificate le due Mercedes, e il compagno di team di Verstappen, Pérez. Sulla vettura di Hamilton il team anglo-tedesco ha provato delle soluzioni avanzate, per cercare di colmare il divario rispetto alle prestazioni di Verstappen.
Sono stati 18 i tempi cancellati ai piloti per aver oltrepassato i limiti della pista all'uscita della curva 1 e cinque i tempi cancellati per aver oltrepassato i limiti all'uscita della curva 4, durante la terza sessione di prove. Nel primo caso si sono visti cancellare il tempo Sergio Pérez, Carlos Sainz Jr., Lance Stroll e Lando Norris (una volta), Kimi Räikkönen, Lewis Hamilton, Fernando Alonso e Pierre Gasly (due volte), Nikita Mazepin e Sebastian Vettel (tre volte); nel secondo caso si sono visti cancellare il tempo Pierre Gasly, Carlos Sainz Jr. e Mick Schumacher (una volta), Nikita Mazepin (due volte).

### Risultati
Nella prima sessione del venerdì si è avuta questa situazione:
| Pos | Nº | Pilota          | Costruttore           | Tempo    | Gap    | Giri |
| --- | -- | --------------- | --------------------- | -------- | ------ | ---- |
| 1   | 77 | Valtteri Bottas | Mercedes              | 1'19"648 |        | 31   |
| 2   | 33 | Max Verstappen  | Red Bull Racing-Honda | 1'19"673 | +0"025 | 23   |
| 3   | 11 | Sergio Pérez    | Red Bull Racing-Honda | 1'19"846 | +0"198 | 22   |

Nella seconda sessione del venerdì si è avuta questa situazione:
| Pos | Nº | Pilota          | Costruttore           | Tempo    | Gap    | Giri |
| --- | -- | --------------- | --------------------- | -------- | ------ | ---- |
| 1   | 44 | Lewis Hamilton  | Mercedes              | 1'19"837 |        | 33   |
| 2   | 33 | Max Verstappen  | Red Bull Racing-Honda | 1'19"980 | +0"143 | 26   |
| 3   | 77 | Valtteri Bottas | Mercedes              | 1'20"181 | +0"344 | 28   |

Nella sessione del sabato mattina si è avuta questa situazione:
| Pos | Nº | Pilota          | Costruttore           | Tempo    | Gap    | Giri |
| --- | -- | --------------- | --------------------- | -------- | ------ | ---- |
| 1   | 33 | Max Verstappen  | Red Bull Racing-Honda | 1'18"489 |        | 21   |
| 2   | 44 | Lewis Hamilton  | Mercedes              | 1'18"725 | +0"236 | 21   |
| 3   | 77 | Valtteri Bottas | Mercedes              | 1'18"820 | +0"331 | 19   |

## Qualifiche

### Resoconto
I meccanici della Mercedes devono sistemare un sensore sulla monoposto di Valtteri Bottas, che riesce a partecipare regolarmente alle qualifiche.
Lando Norris è il primo pilota che fa segnare un tempo significativo in Q1, prima di essere battuto da Carlos Sainz Jr.; il tempo del ferrarista non viene battuto, inizialmente, nemmeno da Bottas e Max Verstappen. Sainz Jr. riesce anche a migliorare, prima di essere battuto da Lewis Hamilton (1'18"726): il tempo viene però annullato perché il britannico ha superato i limiti del tracciato. Sale, nel frattempo, al secondo posto, Sergio Pérez. Fa meglio Bottas che fa segnare 1'19"205, e si pone al comando; l'altro pilota della Red Bull, Verstappen, è terzo, non riuscendo a fare meglio di Pérez. Dopo un testacoda di Fernando Alonso, Hamilton conquista il quinto tempo e, poco dopo, anche Pérez commette anche lui un errore di guida, finendo in testacoda come lo spagnolo.
La pista tende a migliorare rapidamente. Norris, con gomme morbide, sale in vetta alla graduatoria dei tempi, scendendo sotto il minuto e 19 secondi. In seguito si migliora anche Hamilton, che però non riesce a battere il tempo del suo connazionale. Nei secondi finale della sessione Bottas si prende il miglior tempo, mentre Esteban Ocon scala fino al quarto posto. Vengono eliminati Daniel Ricciardo, i due canadesi Lance Stroll e Nicholas Latifi, e i due piloti della Haas.
In Q2, fase nella quale i piloti montano il tipo di gomma con cui dovranno partire per la gara, molti optano, almeno inizialmente, per l'utilizzo di gomme medie. Charles Leclerc, su questo tipo di gomme, segna 1'19"434, battuto da Verstappen (1'19"099). Successivamente Bottas scende sotto il minuto e 19 e Hamilton sotto il minuto e 18 (precisamente 1'17"968). Norris si avvicina a Bottas, ma utilizzando gomme soft. Il pilota della McLaren precede Ocon, mentre Vettel è sesto; anche Pierre Gasly e Alonso sono nei primi dieci classificati.
Dopo i primi tentativi tutti decidono, definitivamente, ad affrontare la pista con gomme soft. Non lo fa Leclerc, che resta su medie, a differenza del compagno di scuderia Sainz Jr.. Il monegasco non si migliora e, come lo spagnolo, rischia l'eliminazione. Solo alla fine Sainz Jr. rimonta al sesto posto, mentre Leclerc riesce a entrare in Q3, con gomme medie. George Russell è undicesimo, e sfiora l'entrata nella terza e ultima fase della sessione delle qualifiche, che per la Williams manca dal Gran Premio d'Azerbaigian 2018. Oltre al britannico non accedono alla fase successiva le due Alfa Romeo Racing, Fernando Alonso e Yuki Tsunoda.
All'inizio della fase conclusiva c'è una piccola incomprensione tra Sainz Jr. e Bottas. Anche in questa fase i piloti hanno bisogno di due giri di riscaldamento delle gomme. Il finlandese ottiene 1'18"348, battendo di sette millesimi il compagno di team, Hamilton. Terzo è Pérez, mentre Verstappen vede ancora annullato un tempo, sempre per aver superato i limiti del tracciato. Sale al quarto posto Sainz Jr., davanti a Norris e Leclerc.
Le Mercedes, a sorpresa, per il loro secondo tentativo veloce, decidono di montare gomme medie. Verstappen, nell'unico tentativo rimasto, sale terzo, mentre non si migliorano le due vetture anglo-tedesche. Valtteri Bottas fa sua la pole position per la diciassettesima volta in carriera. La prima linea è interamente Mercedes, per la settantanovesima volta, una in meno della Ferrari.
Sono stati quindi tre i tempi cancellati ai piloti per aver oltrepassato i limiti della pista all'uscita della curva 1, tre i tempi cancellati per aver oltrepassato i limiti all'uscita della curva 4 e uno il tempo cancellato per aver oltreppassato i limiti all'uscita della curva 14 (Sagres), durante le qualifiche. Nel primo caso si sono visti cancellare il tempo Nikita Mazepin, Lewis Hamilton e Kimi Räikkönen; nel secondo caso si sono visti cancellare il tempo Charles Leclerc, Kimi Räikkönen e Max Verstappen; nel terzo caso si è visto cancellare il tempo Pierre Gasly.

### Risultati
Nella sessione di qualifica si è avuta questa situazione:
| Pos                         | Nº | Pilota             | Costruttore               | Q1       | Q2       | Q3       | Griglia |
| --------------------------- | -- | ------------------ | ------------------------- | -------- | -------- | -------- | ------- |
| 1                           | 77 | Valtteri Bottas    | Mercedes                  | 1'18"722 | 1'18"458 | 1'18"348 | 1       |
| 2                           | 44 | Lewis Hamilton     | Mercedes                  | 1'18"857 | 1'17"968 | 1'18"355 | 2       |
| 3                           | 33 | Max Verstappen     | Red Bull Racing-Honda     | 1'19"485 | 1'18"650 | 1'18"746 | 3       |
| 4                           | 11 | Sergio Pérez       | Red Bull Racing-Honda     | 1'19"337 | 1'18"845 | 1'18"890 | 4       |
| 5                           | 55 | Carlos Sainz Jr.   | Ferrari                   | 1'19"309 | 1'18"813 | 1'19"039 | 5       |
| 6                           | 31 | Esteban Ocon       | Alpine-Renault            | 1'19"092 | 1'18"586 | 1'19"042 | 6       |
| 7                           | 4  | Lando Norris       | McLaren-Mercedes          | 1'18"794 | 1'18"481 | 1'19"116 | 7       |
| 8                           | 16 | Charles Leclerc    | Ferrari                   | 1'19"373 | 1'18"769 | 1'19"306 | 8       |
| 9                           | 10 | Pierre Gasly       | AlphaTauri-Honda          | 1'19"464 | 1'19"052 | 1'19"475 | 9       |
| 10                          | 5  | Sebastian Vettel   | Aston Martin-Mercedes     | 1'19"403 | 1'18"970 | 1'19"659 | 10      |
| 11                          | 63 | George Russell     | Williams-Mercedes         | 1'19"797 | 1'19"109 | N.D.     | 11      |
| 12                          | 99 | Antonio Giovinazzi | Alfa Romeo Racing-Ferrari | 1'19"410 | 1'19"216 | N.D.     | 12      |
| 13                          | 14 | Fernando Alonso    | Alpine-Renault            | 1'19"728 | 1'19"456 | N.D.     | 13      |
| 14                          | 22 | Yuki Tsunoda       | AlphaTauri-Honda          | 1'19"684 | 1'19"463 | N.D.     | 14      |
| 15                          | 7  | Kimi Räikkönen     | Alfa Romeo Racing-Ferrari | 1'19"748 | 1'19"812 | N.D.     | 15      |
| 16                          | 3  | Daniel Ricciardo   | McLaren-Mercedes          | 1'19"839 | N.D.     | N.D.     | 16      |
| 17                          | 18 | Lance Stroll       | Aston Martin-Mercedes     | 1'19"913 | N.D.     | N.D.     | 17      |
| 18                          | 6  | Nicholas Latifi    | Williams-Mercedes         | 1'20"285 | N.D.     | N.D.     | 18      |
| 19                          | 47 | Mick Schumacher    | Haas-Ferrari              | 1'20"452 | N.D.     | N.D.     | 19      |
| 20                          | 9  | Nikita Mazepin     | Haas-Ferrari              | 1'20"912 | N.D.     | N.D.     | 20      |
| Tempo limite 107%: 1'24"232 |    |                    |                           |          |          |          |         |

In grassetto sono indicate le migliori prestazioni in Q1, Q2 e Q3.

## Gara

### Resoconto
In partenza il poleman Valtteri Bottas riesce a mantenere il comando, precedendo Lewis Hamilton e Max Verstappen. Carlos Sainz Jr. sfrutta bene le gomme morbide e passa Sergio Pérez. Seguono poi Lando Norris, Esteban Ocon e Charles Leclerc. Al termine del primo giro Kimi Räikkönen tampona il compagno di scuderia Antonio Giovinazzi, sul rettilineo dei box. Il finlandese danneggia irreparabilmente l'alettone anteriore, uscendo di pista. La direzione di gara, al fine di consentire la pulizia della pista, invia la safety car sul tracciato.
La gara riprende dopo cinque giri, con Verstappen capace di passare subito, alla prima curva, Hamilton, installandosi al secondo posto. All'ottavo giro Norris scavalca Pérez, per il quarto posto. Verstappen riesce ad avvicinarsi a Bottas, venendo però marcato da Hamilton, capace di riprendersi la seconda posizione già al decimo giro. Quattro giri dopo Norris cede nuovamente la quarta posizione a Pérez. Al diciannovesimo giro Hamilton completa la rimonta, passando il suo compagno di scuderia Bottas, a cui si avvicina di nuovo Verstappen.
Al ventunesimo giro va ai box Sainz Jr., che monta gomma media, così come, un giro dopo, Norris. Al venticinquesimo giro l'altro pilota della Ferrari, Leclerc, decide di montare gomme di mescola dura. A metà gara Hamilton ha, nel frattempo, portato il suo vantaggio a tre e secondi e mezzo su Bottas, 4"2 su Verstappen, 13"6 su Pérez e 34"9 su Ricciardo.
Verstappen tenta l'undercut, fermandosi al trentacinquesimo giro, montando la mescola dura, che sembra molto competitiva. Bottas attende un giro, rientra in pista davanti al pilota della Red Bull Racing, ma viene superato già alla terza curva. Poco dopo si ferma anche Hamilton, che riesce a mantenere il vantaggio su Verstappen. Al comando si posiziona Pérez, che non ha effettuato il cambio gomme. Il messicano regge in vetta fino al cinquantesimo giro, quando è passato, senza problemi, da Hamilton, alla prima curva. Il giro successivo Pérez è richiamato ai box, per il cambio gomme e il passaggio alle gomme morbide. Il britannico comanda con cinque secondi di vantaggio su Verstappen, 6"2 su Bottas e 32 secondi sullo stesso Pérez. Grazie alle nuove gomme, però, Pérez coglie il giro veloce.
Negli ultimi giri Sainz Jr., che al cambio gomme aveva preferito le coperture di mescola media, vede il degrado dei suoi pneumatici, e scende di diverse posizioni, finendo fuori dalla zona dei punti. La Mercedes richiama ai box Bottas, per montare gomme soft, e dare all'assalto al giro veloce e al punto addizionale. Il finlandese riesce, al penultimo giro, a strappare la miglior prestazione in gara a Pérez.
La scelta della scuderia anglo-tedesca viene seguita anche dalla Red Bull Racing, che richiama Verstappen, per tentare di riprendersi il giro veloce. L'olandese riesce, all'ultimo giro, a battere il tempo di Bottas, ma, in seguito, il tempo è cancellato perché Verstappen ha superato i limiti della pista. Hamilton coglie il novantasettesimo successo nel mondiale. Il podio si completa con Verstappen e Bottas. I tre si ritrovano sul podio per la quindicesima volta, nuovo record nella storia del mondiale di Formula 1.
Sono stati 13 i tempi cancellati ai piloti per aver oltrepassato i limiti della pista all'uscita della curva 1, quattro i tempi cancellati per aver oltrepassato i limiti all'uscita della curva 4 e uno il tempo cancellato per aver oltrepassato i limiti all'uscita della curva 14 (Sagres), durante la gara. Nel primo caso si sono visti cancellare il tempo Yuki Tsunoda, Lance Stroll e Nicholas Latifi (una volta), Nikita Mazepin, Mick Schumacher, Sebastian Vettel, Fernando Alonso e Pierre Gasly (due volte); nel secondo caso si sono visti cancellare il tempo Yuki Tsunoda, Lando Norris, Max Verstappen e Pierre Gasly; nel terzo caso si è visto cancellare il tempo Max Verstappen.

### Risultati
I risultati del Gran Premio sono i seguenti:
| Pos | Nº | Pilota             | Costruttore               | Giri | Tempo/Ritiro                 | Griglia | Punti |
| --- | -- | ------------------ | ------------------------- | ---- | ---------------------------- | ------- | ----- |
| 1   | 44 | Lewis Hamilton     | Mercedes                  | 66   | 1h34'31"421                  | 2       | 25    |
| 2   | 33 | Max Verstappen     | Red Bull Racing-Honda     | 66   | +29"148                      | 3       | 18    |
| 3   | 77 | Valtteri Bottas    | Mercedes                  | 66   | +33"530                      | 1       | 16    |
| 4   | 11 | Sergio Pérez       | Red Bull Racing-Honda     | 66   | +39"735                      | 4       | 12    |
| 5   | 4  | Lando Norris       | McLaren-Mercedes          | 66   | +51"369                      | 7       | 10    |
| 6   | 16 | Charles Leclerc    | Ferrari                   | 66   | +55"781                      | 8       | 8     |
| 7   | 31 | Esteban Ocon       | Alpine-Renault            | 66   | +1'03"749                    | 6       | 6     |
| 8   | 14 | Fernando Alonso    | Alpine-Renault            | 66   | +1'04"808                    | 13      | 4     |
| 9   | 3  | Daniel Ricciardo   | McLaren-Mercedes          | 66   | +1'15"369                    | 16      | 2     |
| 10  | 10 | Pierre Gasly       | AlphaTauri-Honda          | 66   | +1'16"463                    | 9       | 1     |
| 11  | 55 | Carlos Sainz Jr.   | Ferrari                   | 66   | +1'18"955                    | 5       |       |
| 12  | 99 | Antonio Giovinazzi | Alfa Romeo Racing-Ferrari | 65   | +1 giro                      | 12      |       |
| 13  | 5  | Sebastian Vettel   | Aston Martin-Mercedes     | 65   | +1 giro                      | 10      |       |
| 14  | 18 | Lance Stroll       | Aston Martin-Mercedes     | 65   | +1 giro                      | 17      |       |
| 15  | 22 | Yuki Tsunoda       | AlphaTauri-Honda          | 65   | +1 giro                      | 14      |       |
| 16  | 63 | George Russell     | Williams-Mercedes         | 65   | +1 giro                      | 11      |       |
| 17  | 47 | Mick Schumacher    | Haas-Ferrari              | 64   | +2 giri                      | 19      |       |
| 18  | 6  | Nicholas Latifi    | Williams-Mercedes         | 64   | +2 giri                      | 18      |       |
| 19  | 9  | Nikita Mazepin     | Haas-Ferrari              | 64   | +2 giri                      | 20      |       |
| Rit | 7  | Kimi Räikkönen     | Alfa Romeo Racing-Ferrari | 1    | Collisione con A. Giovinazzi | 15      |       |

Valtteri Bottas riceve un punto addizionale per aver segnato il giro più veloce della gara.

## Classifiche mondiali

### Piloti
| Pos | Pilota           | Punti |
| --- | ---------------- | ----- |
| 1   | Lewis Hamilton   | 69    |
| 2   | Max Verstappen   | 61    |
| 3   | Lando Norris     | 37    |
| 4   | Valtteri Bottas  | 32    |
| 5   | Charles Leclerc  | 28    |
| 6   | Sergio Pérez     | 22    |
| 7   | Daniel Ricciardo | 16    |
| 8   | Carlos Sainz Jr. | 14    |
| 9   | Esteban Ocon     | 8     |
| 10  | Pierre Gasly     | 7     |
| 11  | Lance Stroll     | 5     |
| 12  | Fernando Alonso  | 5     |
| 13  | Yuki Tsunoda     | 2     |

### Costruttori
| Pos | Costruttore           | Punti |
| --- | --------------------- | ----- |
| 1   | Mercedes              | 101   |
| 2   | Red Bull Racing-Honda | 83    |
| 3   | McLaren-Mercedes      | 53    |
| 4   | Ferrari               | 42    |
| 5   | Alpine-Renault        | 13    |
| 6   | AlphaTauri-Honda      | 9     |
| 7   | Aston Martin-Mercedes | 5     |